# Tromello
Tromello ist eine norditalienische Gemeinde (comune) mit 3666 Einwohnern (Stand 31. Dezember 2023) in der Provinz Pavia in der Lombardei. Die Gemeinde liegt etwa 21,5 Kilometer westnordwestlich von Pavia am Terdoppio in der Lomellina.

## Geschichte
Der Gemeindenamen lautete im 12. Jahrhundert noch Tromellum. Im Dezember 2009 drohte der Campanile der Pfarrkirche San Martino Vescovo einzustürzen. Kurzfristig mussten durch das Italienische Rote Kreuz ein Altersheim und 10 Haushalte in unmittelbarer Nähe evakuiert werden. Nach Stützungsmaßnahmen wurde erst im März 2010 die Evakuierungsanordnung wieder aufgehoben.

## Verkehr
Durch den Ort führt neben der Strada Statale 596 dei Cairoli auch der Pilgerweg Via Francigena. Der Bahnhof von Tromello liegt an der Bahnstrecke Vercelli–Pavia.

## Persönlichkeiten
- Aurora Galli (* 1996), Fußballspielerin